# Gadir Guseinov
Gadir Guseinov [en azerí: Qədir Hüseynov] (Moscú, 21 de mayo de 1986) es un jugador de ajedrez azerí que tiene el título Gran Maestro desde 2002.
En el ranging de la Federación Internacional de Ajedrez (FIDE) de julio de 2015, tenía un Elo de 2616 puntos, lo que le convertía en el jugador número 6 (en activo) de Azerbaiyán. Su máximo Elo fue de 2667 puntos, en la lista de septiembre de 2009 (posición 64 en el ranking mundial).

## Resultados destacados en competición
Nacido en Moscú, Guseinov empezó a jugar al ajedrez con Shahin Hajiev. En 1994 se proclamó campeón de Europa Sub-10. En 2008 empató para los puestos 1.º-8.º con Nigel Short, Vadim Milov, Aleksei Aleksandrov, Baadur Jobava, Alexander Lastin, Tamaz Gelashvili y Farid Abbasov en la Copa Presidente de Bakú. En 2010 empató en los lugares 1.º-8.º con Viorel Iordăchescu, Hrant Melkumian, Eduardo Iturrizaga, Serguéi Vólkov, David Arutinian, Aleksei Aleksandrov y Tornike Sanikidze en el Abierto de Dubái. Al año siguiente ganó la Copa Gobernador de Ugra de ajedrez rápido y empató para los puestos 1.º-4.º con Serguéi Tiviakov, Yevgueni Gleizerov y Merab Gagunashvili en el Abierto de Fajr, en Irán.
Guseinov formó parte del equipo de Azerbaiyán que ganó la medalla de oro en el Campeonato de Europa por equipos de Novi Sad en 2009, con Shakhriyar Mamedyarov, Teimour Radjabov, Vugar Gashimov y Rauf Mamedov, y también la medalla de plata en el Campeonato de Europa por equipos jugado en Porto Carras dos años después, conjuntamente con Shahriyar Mammadyarov, Teimur Radjabov, Vugar Gaixímov y Eltaj Safarli.